# 陳曉鋒
陳曉鋒（Chan Hiu Fung，1994年12月8日—），生於香港，香港前職業足球員。

## 球員生涯
陳曉鋒生於香港，在14歲時加盟大埔青年軍，直到18歲時借到由名宿譚兆偉執教的乙組球會東區，直到和富大埔在頂級聯賽降班後，他回歸母會兼協助大埔奪得聯賽冠軍和升班資格，而他在其首季頂級聯賽在各項賽事取得8場出場機會，更在2016/17球季尾，在要求起用兩名21歲或以下球員的菁英盃決賽中後備入替，協助大埔首度奪得菁英盃冠軍。
2017/18球季，由於球會的正選右翼衛李嘉耀因十字韌帶重創，使陳曉鋒獲教練李志堅安排轉型右翼衛位置。直到12月10日，他在對陽光元朗的聯賽於76分鐘後備入替，即於81分鐘乘對手解圍不遠，在禁區頂心口控定抽射破網，取得職業生涯首球外，還協助和富大埔追成2–2完場。直到在冬季轉會窗後，由於球會有李嘉耀復出和香港隊右後衛積施利加盟，故陳曉鋒獲教練安排重返其熟悉的中場位置，結果陳曉鋒在生涯第二季在各項賽事上陣10場錄得2球。
2018年9月6日，陳曉鋒加盟港超聯球會佳聯元朗。
2019/20球季，陳曉鋒加盟港超聯球會香港飛馬。
2021/22球季，陳曉鋒加盟香港甲組聯賽球會和富大埔。

## 球會榮譽
和富大埔
- 香港甲組聯賽冠軍（2015–16季度）
- 香港菁英盃冠軍（2016–17季度）

## 外部連結
- 香港足球總會網頁球員註冊資料 （页面存档备份，存于）